# Lawrence Rooke
Lawrence Rooke (también conocido con su nombre escrito como Laurence y su apellido como Rook) (13 de marzo de 1622 – 26 de junio de 1662) fue un astrónomo y matemático inglés, uno de los miembros fundadores de la Royal Society, aunque falleció antes de que la institución estuviese formalmente constituida.

## Semblanza
Rooke nació en Deptford (actualmente un barrio de Londres), y era sobrino nieto a través de su madre del erudito y obispo anglicano Lancelot Andrewes, uno de los promotores de la publicación de la Biblia del rey Jacobo.
Se educó en Eton y en el King's College de la Universidad de Cambridge, donde se graduó en 1647. Se convirtió en miembro del Wadham College de la Universidad de Oxford en 1650, permaneciendo durante un tiempo fuera del ámbito académico debido a problemas de salud. En Wadham trabajó estrechamente con John Wilkins y Seth Ward.
Obtuvo el puesto de Profesor de Astronomía en la Universidad de Gresham en 1652, y después el de Profesor de Geometría en 1657, nombramiento en el que Oliver Cromwell estuvo interesado.
Sus escritos hubieran permanecido inéditos de no ser porque sus artículos acerca de la determinación de la longitud geográfica a partir del movimiento de las lunas de Júpiter fueron publicados póstumamente. También escribió una solicitud a la Royal Society con un conjunto de instrucciones para la marina acerca de la forma correcta de registrar las observaciones meteorológicas y oceanográficas realizadas durante los viajes por mar. Aparecieron en el volumen 1 de las Transacciones Filosóficas de la Royal Society con el título de "Directions for Sea-men, bound for far Voyages" (Instrucciones para marinos, obligatorias para Viajes Lejanos) (Phil. Trans. 1665 1 140-143) (doi:10.1098/rstl.1665.0066).

## Eponimia
- La cordillera lunar que rodea el Mare Orientale denominada Montes Rook lleva este nombre en su memoria.[7]